# Capitulació d'Estònia i Livònia
Amb la Capitulació d'Estònia i Livonia el 1710 els Dominis de Suècia d'Estonia i Livònia s'integraren a l'Imperi Rus després de la seva conquesta durant la Gran Guerra del Nord. La noblesa de Livònia i la ciutat de Riga es rendiren el 4 de juliol (C.J.)/ 15 de juliol de 1710 (C.G.),Pernau (Pärnu) a l'agost, i la noblesa estoniana i la ciutat de Reval (Tallin) el 29 de setembre (C.J.)/ 10 d'octubre (C.G.). Rússia respectà les institucions locals i confirmà els privilegis tradicionals dels nobles alemanys i burgesos, especialment respecte a la fe Protestant.
L'Imperi Suec formalment acceptà les capitulacions al Tractat de Nystad el 1721. La transferència de les províncies de bàltic marcava el final de Suècia com a potència regional imperant, en favor de Rússia. Les províncies del Bàltic retingueren el seu estatus especial fins a finals del segle xix.

## Antecedents
En els moments inicials de la Gran Guerra del Nord, August el Fort, elector de l'Electorat de Saxònia i de la Polònia-Lituània, Pere el Gran de Rússia en el tractat de Tractat de Preobrazhenskoye, el 1699, havien acceptat conquerir i dividir els dominis de suecs al Bàltic. Durant la guerra, Carles XII de Suècia derrotà l'exèrcit rus a la batalla de Narva (1700) (1700), i obligà a August el Fort a retirar-se a Saxònia,. Amb la marxa del principal exèrcit suec, del teatre d'operacions rus, Pere I pogué reagrupar les seves forces i conquerir gran part de les províncies bàltiques, ocupant les principals places fortes sueques (Riga, Reval i Pernau) el 1710. Al mateix temps, l'exèrcit suec principal fou derrotat en la batalla de Poltava, les províncies bàltiques patiren els efectes de la guerra i de la pesta, alhora Pere I posà setge a Riga, disparant ell mateix les primeres canonades, el novembre de 1709.

## Termes
En les capitulacions d'Estònia i Livònia, Rússia confirmà en gran part les lleis privilegis i locals, especialment l'Església Protestant, concedint autonomia administrativa, econòmica, social i cultural. Això incloïa drets i privilegis que dataven dels temps de l'Orde Teutònic i, a Estònia, drets de l'època danesa. La reducció d'aquests privilegis per part de l'absolutisme Suec havia provocat i el portaveu dels nobles de LivòniaJohann Reinhold Von Patkul feu reeixidament campanya a favor de la guerra contra Suècia en els prolegòmens de la guerra, i la confirmació d'aquests privilegis havia d'assegurar la lleialtat de les elits del Bàltic, que en la majoria havia resistit feroçment la conquesta russa,. Les capitulacions eren exclusivament pels burgesos alemanys bàltics i la classe noble, la població de parla estoniana i letona no era esmentada.
La confirmació de les lleis locals i l'administració ocasionaren que molts drets i decrets suecs que romangueren sota govern rus. Per exemple, una llista incompleta de 122 decrets suecs que encara eren vigents foren publicats a Reval el 1777, i l'ordre eclesiàstic suec només fou reemplaçat el 1832.
La capitulació de Livònia violava les reclamacions dAugust el Fort perfilades al Tractat de Preobrazhenskoye (1699) i renovades 9-10 octubre (C.J.) / 20-21 octubre (C.G.) de 1709 al Tractat de Thorn. Quan en aquests tractats els aliats havien dividit els dominis suecs entre ells, August obtingué Livònia. Ignorant la reclamació de Gerhard Johann von Löwenwolde de complir els tractats, Borís Xeremetev obligà als livonians a jurar fidelitat a Pere I de Rússia. Löwenwolde, formalment servidor d'August el Fort, fou el plenipotenciari de Pere a Livònia i mantingué aquest càrrec fins al 1713.

## Conseqüències
Abans que les hostilitats entres suecs i russos finalitzessin al Tractat de Nystad de 1721, el govern suec no acceptà la capitulació. La intel·ligència sueca operava en les àrees ocupades i interrogava gent que s'escapava des d'aquestes províncies fins a Suècia. El 1711 i el 1712, les unitats navals sueques feien incursions a la costa estoniana, cremant pobles i propietats. Simultàniament, grans expedicions foren planejades, incloent un assalt naval a Ösel (Saaremaa) el 1711 i un posterior desembarcament amb totes les tropes sueques estacionades a Finlàndia, però aquests plans no es dugueren a terme. L'últim pla per una recuperació militar de les províncies de bàltic es plantejà el 1720, però aquest tampoc no s'executà. El govern suec, mantenia una administració a l'exili dels dominis bàltics, i s'assignaren posicions administratives vacants fins a 1720. L'administració russa, sota el comandament suprem de Borís Xeremetev, reaccionà prohibint contactes entre la població local i Suècia.
El 30 d'agost de 1721, el Tractat de Nystad formalitzava l'adquisició russa de les províncies del Bàltic i les capitulacions respectives en els articles IX, X, XI i XII. Suècia havia de renunciar a les seves reclamacions "per sempre", i treure les províncies de la titulació reial sueca. Pere el Gran a canvi passà d'ostentar el títol de tsar a imperator, i intitulant-se com kniaz Estlanskyi, Livlandskyi i Korelskyi, i.e. duc d'Estònia, Livònia i Carèlia. Tanmateix, la reconquesta dels seus anteriors dominis al bàltic, romangué com un dels objectius estratègics suecs durant un segle després de la Gran Guerra del Nord, en tant que aquests territoris tenien un paper estratègic important i Livònia havia estat una font essencial pel subministrament suec de gra. Tanmateix, cap dels intents durant les guerres russosueques de 1741-1743, 1788-1790 i 1808-1809 reeixí. Com Loit (2004) manifestà: "L'adquisició d'Estònia l'any 1561, que marcà el primer pas de l'emergència de Suècia com a gran poder europeu, i fou quan perdé les províncies del Bàltic a favor de Rússia el 1710 (1721), durant la Gran Guerra del Nord, que Suècia es transformà en un poder de segona classe una altra vegada."
L'adquisició d'Estònia i Livònia introduí un nou sector a la cort russa, els nobles alemanys del Bàltic. Durant els segles següents, els alemanys del Bàltic ocuparen posicions importants en l'Imperi Rus. Rússia completà la seva expansió al Bàltic amb l'adquisició de Curlàndia a través d'una capitulació similar a l'estoniana i livoniana, després de la Tercera partició de Polònia. Les províncies de bàltic retenien el seu estatus especial dins de l'Imperi Rus fins al tsar Nicolau I començà a implementar polítiques de Russificació durant els anys quaranta del segle xix. Entre 1883 i 1905, sota el tsar Alexandre III, les polítiques nacionalistes ocasionaren canvis en l'administració i l'educació, abans que després de la Revolució russa de 1905 s'alleugés la situació. Mentre que després que la conquesta de les províncies del Bàltic Pere el Gran garantí que la llengua alemanya retenia el seu estatus com llengua oficial, Caterina II de Rússia introduí el rus com a segona llengua oficial, i els anys 1880, el rus s'introduí com a segona lingua franca.